# Fantominus et ses évolutions
Pour les articles homonymes, voir Spectrum.
Fantominus (ゴース, Ghos, dans les versions originales en japonais) et ses évolutions, Spectrum (ゴースト, Ghost) et Ectoplasma (ゲンガー, Gangar), sont trois espèces de Pokémon de la première génération. 
Issus de la célèbre franchise de médias créée par Satoshi Tajiri, ils apparaissent dans une collection de jeux vidéo et de cartes, dans une série d'animation, plusieurs films, et d'autres produits dérivés. Ils sont imaginés par l'équipe de Game Freak et dessinés par Ken Sugimori et leur première apparition a lieu au Japon en 1996, dans les jeux vidéo Pokémon Vert et Rouge. Fantominus, Spectrum et Ectoplasma ressemblent à des êtres venus de l'au-delà. Ils sont du double type spectre et poison et occupent respectivement les 92e, 93e et 94e emplacements du Pokédex national, l'encyclopédie qui recense les différentes espèces de Pokémon.
Ils constituent les seuls Pokémon de type spectre jusqu'à la sortie de la deuxième génération, avec l'arrivée de Feuforêve.
Depuis la sixième génération, Ectoplasma peut méga-évoluer en Méga-Ectoplasma.

## Création

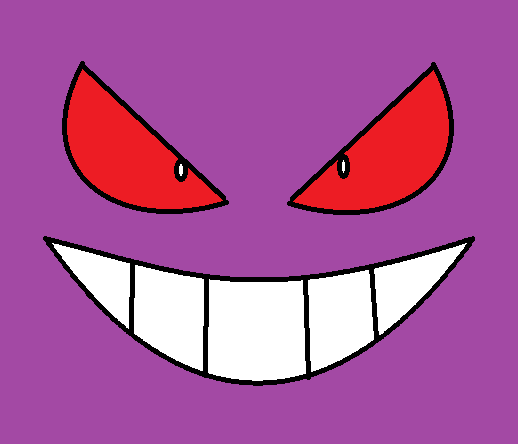
Reconstitution de la face d'Ectoplasma.

La franchise Pokémon, développée par Game Freak pour Nintendo et introduite au Japon en 1996, tourne autour du concept de capture et d'entraînement de 150 espèces de créatures appelées Pokémon, afin de les utiliser pour combattre des Pokémon sauvages et ceux d'autres dresseurs Pokémon, qu'il s'agisse de personnages non-joueurs ou d'autres joueurs humains. La puissance des Pokémon au combat est déterminée par leurs statistiques d'attaque, de défense et de vitesse et ils peuvent apprendre de nouvelles capacités en accumulant des points d'expérience ou si leur dresseur leur donne certains objets.

### Conception graphique
La conception de Fantominus et Spectrum est le fait, comme pour la plupart des Pokémon, de l'équipe chargée du développement des personnages au sein du studio Game Freak. Contrairement au reste de sa ligné d'évolution, Ectoplasma est d'abord apparu dans Capsule Monsters, une franchise développée avant Pokémon par Satoshi Tajiri,. Leur apparence est finalisée par Ken Sugimori pour la première génération des jeux Pokémon, Pokémon Vert et Rouge, sortis à l'extérieur du Japon sous les titres de Pokémon Rouge et Pokémon Bleu,. 

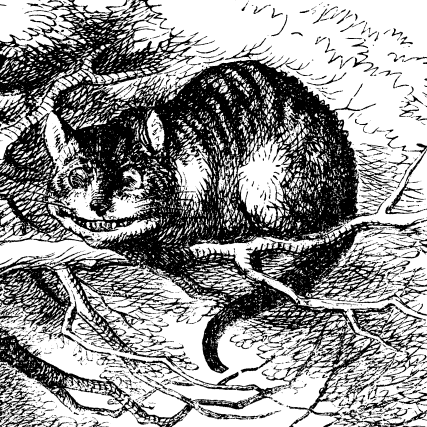
Ectoplasma pourrait avoir été inspiré du chat du Cheshire.

Nintendo et Game Freak n'ont pas évoqué les sources d'inspiration de ces Pokémon. Selon les fans, l'apparence de Fantominus, de Spectrum et d'Ectoplasma semble basée sur les fantômes de cartoon,. En plus de cette inspiration, Ectoplasma pourrait être la déformation d'une ombre humaine ou un hommage au chat du Cheshire d'Alice au pays des merveilles.

### Étymologie
Fantominus, Spectrum et Ectoplasma sont initialement nommés Ghos (ゴース, Gōsu), Ghost (ゴースト, Gōsuto) et Gangar (ゲンガー, Gengā) en japonais. Gen (ゲ) peut être traduit par « fantôme » ou « illusion ». Ces noms sont ensuite adaptés dans trois langues lors de la parution des jeux en Occident : anglais, français et allemand ; le nom anglais est utilisé dans les autres traductions du jeu.
Nintendo choisit de donner aux espèces Pokémon des noms « astucieux et descriptifs », liés à l'apparence ou aux pouvoirs des créatures, lors de la traduction du jeu ; il s'agit d'un moyen de rendre les personnages plus compréhensibles pour les enfants, notamment américains. Ghos est renommé « Gastly » en anglais, « Nebulak » en allemand et « Fantominus » en français ; Ghost devient « Haunter » en anglais, « Alpollo » en allemand et « Spectrum » en français et Gangar s'appelle « Gengar » en anglais et en allemand et « Ectoplasma » en français. En anglais, ces Pokémon avaient, à l'origine, des noms différents, respectivement « Spirit », « Spectre » et « Phantom », que l'on peut traduire en français par « esprit », « spectre » et « fantôme ». Gastly est un mot-valise des mots anglais « ghastly » (horrible en français) et « gas » (gaz). L'origine du nom de Gengar pourrait être la contraction de doppelgänger (sosie). Selon Pokébip, le nom français de Fantôminus est un mot-valise entre les mots « fantôme » et « minus », celui de Spectrum, découle de « spectre » et celui d'Ectoplasma est un mot-valise composé des mots « ectoplasme » et « plasma ».
Il y a également une similitude entre la prononciation anglaise d'Ectoplasma (Gengar) et le mot danois « genganger » qui désigne un esprit qui rôde parmi les vivants sous forme de fantôme et qui pourrait être traduit littéralement par le « nouveau marcheur ».

## Description
Ces trois Pokémon sont l'évolution les uns des autres : Fantominus évolue en Spectrum puis en Ectoplasma lors d'un échange. Dans les jeux, ces évolutions surviennent, respectivement en atteignant le niveau 25 et en échangeant le Pokémon avec un autre dresseur,. Pour évoluer en Ectoplasma, Fantominus est obligé en premier lieu d'évoluer en Spectrum.
Comme pratiquement tous les Pokémon, ils ne peuvent pas parler : lors de leurs apparitions dans les jeux vidéo tout comme dans la série d'animation, ils ne peuvent pas parler et ne sont seulement capables de communiquer verbalement en répétant les syllabes de leur nom d'espèce en utilisant différents accents, différentes tonalités, et en rajoutant du langage corporel.

### Fantominus
Décrit comme un gaz, Fantominus évoque un fantôme d'un mètre trois pour cent grammes, composé uniquement d'une tête et d'un gaz. La tête ronde et de couleur noire – ou bleu-violet pour un Fantominus chromatique – affiche deux grands yeux blancs avec une petite pupille à l'intérieur et une bouche ne comportant que deux canines pointues descendantes, à la manière des vampires. Le gaz entourant la tête est de couleur violet d'évêque – ou bleu bleuet pour un chromatique. Il est constamment en lévitation.
Selon le Pokédex, Fantominus est un Pokémon composé à 95 % de gaz, il peut ainsi se dissimuler n'importe où. Néanmoins le vent peut l'emporter, c'est pourquoi à ces moment-là, il se réfugie sous des abris. Il apprécie les maisons en ruines. Lorsque Fantominus attaque, il propulse des orbes, il peut asphyxier ou endormir quelqu'un facilement en quelques secondes, et disparait en enlevant les Pokémon.
Fantominus est un Pokémon du double type spectre et poison et occupe la quatre-vingt-douzième (nonante-deuxième) place du Pokédex.
Il évolue au niveau 25 en Spectrum. 

### Spectrum
Décrit comme un gaz, Spectrum évoque un fantôme d'un mètre six pour cent grammes. On dit de lui qu'il est capable de traverser n'importe quel obstacle, ce Pokémon se glisse dans le mur pour surveiller ses ennemis il est également extrêmement farceur, le Spectrum adore faire peur. Son tour favori consiste à traverser les murs pour surprendre ses victimes. Ce Pokémon évolue en Ectoplasma en l´échangeant avec un autre joueur.

### Ectoplasma
Décrit comme une ombre, Ectoplasma évoque un fantôme d'un mètre cinquante pour quarante kilogrammes cinq. On dit de lui que la plupart du temps il hante  une vieille maison abandonnée, sauf les nuits de pleine lune ou il se mêle aux populations pour les plonger dans la terreur et que lorsqu'il se cache dans la pénombre la température alentours chute de 5 °C. Il a une méga évolution depuis la troisième génération qui lui fait changer de comportement : il veut le mal à tout le monde, même à son propre dresseur. Il possède une forme gigammax, depuis la huitième génération, qui cherche à envoyer tout le monde dans l'au-delà depuis sa grande bouche.

## Apparition

### Jeu vidéo
Fantominus, Spectrum et Ectoplasma apparaissent dans la série de jeux vidéo Pokémon. D'abord en japonais, puis traduits en plusieurs autres langues, ces jeux ont été vendus à près de 200 millions d'exemplaires à travers le monde. Ils font leur première apparition le 27 février 1996, dans les jeux japonais Pocket Monsters Aka (ポケットモンスター 赤, Poketto Monsutā Aka, Pocket Monsters Rouge) et Pocket Monsters Midori (ポケットモンスター 緑, Poketto Monsutā Midori, Pocket Monsters Vert) (remplacé dans les autres pays par la version Bleue). Néanmoins du fait de son évolution spécifique, Ectoplasma n'y est disponible que par échange. Depuis la première édition de ces jeux, Fantominus, Spectrum sont réapparus et peuvent être capturés sans échange dans les versions jaune, or, argent, cristal, rouge feu, vert feuille, diamant, perle et platine,. Spectrum est le seul Pokémon capturable dans X et Y ; et Ectoplasma peut être capturé sans échange dans la version platine.
Fantominus, Spectrum et Ectoplasma apparaissent dans d'autres jeux de la franchise Nintendo. Ils font une apparition en tant que stage bonus dans Pokémon Pinball. Ectoplasma est le chef de l'équipe de vilain composée d'Abo et de Charmina dans Pokémon : Donjon mystère - Équipe de secours rouge et bleue.

### Série télévisée et films
La série télévisée Pokémon ainsi que les films sont des aventures séparées de la plupart des autres versions de Pokémon et mettent en scène Sacha en tant que personnage principal. Sacha et ses compagnons voyagent à travers le monde Pokémon en combattant d'autres dresseurs Pokémon. Après le générique de la série télévisée au premier épisode, Le Départ, Ectoplasma est le premier Pokémon avec Nidorino à être révélé, il s'agit d'un combat télévisé entre deux dresseurs. Il s'agit d'une allusion aux deux premières versions des premiers jeux vidéo Pokémon Vert et Rouge.
Fantominus apparait pour la première fois dans l'épisode Le Fantôme de la jeune fille. Fantominus, Spectrum et Ectoplasma jouent un rôle principal dans l'épisode La Tour de la terreur. Les trois Pokémon spectre font des blagues à ceux qui vont dans la tour de la terreur, dont Sacha et la Team Rocket. Après avoir extrait l'âme de Sacha et de Pikachu, s'être amusé avec et lui rendre son corps, Spectrum décide de suivre Sacha. Dans l'épisode suivant, La Revanche, Spectrum bat avec le rire, le Kadabra de la championne d'arène de type psy Morgane. Deux épisodes auparavant, elle avait battu le Pikachu de Sacha.
La famille d'évolution apparait avec des rôles mineurs dans d'autres épisodes, dont Esprit maléfique !.

## Réception
Selon certains fans, Ectoplasma est la partie sombre du Mélodelfe ; ils ont à peu près la même taille, et le même poids et ne se montrent jamais à la population. Il existe la possibilité que le Mélodelfe soit mort et que son âme erre comme un fantôme ou qu'il s'agisse d'un morceau d'âme de Mélodelfe. Le nom japonais d'Ectoplasma renvoyant au doppelgänger, on peut aussi voir le fameux Pokémon comme le double maléfique de Mélodelfe. Cependant Spectrum ne rentre pas en compte. La dernière possibilité est que le Spectrum rende fou un Mélodelfe à le poursuivre et lorsqu'il est fortement affaibli, Spectrum prend possession de son corps.
Depuis la première génération, Ectoplasma est le Pokémon préféré de Ken Sugimori, concepteur graphique des espèces de Pokémon. Parmi les cent Pokémon les plus populaires d'IGN, Ectoplasma arrive le 17e, il est dit comme un « pilier, pur et simple » car c'est un des premiers Pokémon qu'on échange pour le faire évoluer, Spectrum se place 56e et est décrit comme « assez cool » et Fantominus ferme le classement en prenant la centième et dernière position, il a ainsi l'« honneur d'être le premier Pokémon de type spectre ».
Ectoplasma apparaît, parmi neuf autres Pokémon, dans le jeu Pokémon: Type Wild, un jeu de combat  créé par un fan à la manière de Street Fighter.